# Sainte-Montaine
Sainte-Montaine är en kommun i departementet Cher i regionen Centre-Val de Loire i de centrala delarna av Frankrike. Kommunen ligger  i kantonen Aubigny-sur-Nère som tillhör arrondissementet Vierzon. År 2022 hade Sainte-Montaine 167 invånare.

## Befolkningsutveckling
Antalet invånare i kommunen Sainte-Montaine
Referens:INSEE